# Proceratium goliath
Proceratium goliath is een mierensoort uit de onderfamilie van de Proceratiinae. De wetenschappelijke naam van de soort is voor het eerst geldig gepubliceerd in 1968 door Kempf & Brown.